# Вімблдонський турнір 2001
Вімблдонський турнір 2001 проходив з 25 червня по 9 липня 2001 року на кортах Всеанглійського клубу лаун-тенісу і крокету в передмісті Лондона Вімблдоні. Це був 115-ий Вімблдонський чемпіонат, а також третій турнір Великого шолома з початку року. Турнір входив до програм ATP та WTA турів.

## Результати фінальних матчів

### Дорослі
| Одиночний розряд. Чоловіки (Докладніше) |                          |                         |
| Горан Іванишевич | Пет Рафтер               | 6–3, 3–6, 6–3, 2–6, 9–7 |
| Горан Іванішевич здобув свою єдину перемогу в турнірах Великого шолома і втратив реноме найкращого тенісиста, що ніколи не вигравав мейджорів. |                          |                         |
| Одиночний розряд. Жінки |                          |                         |
| Вінус Вільямс | Жустін Енен              | 6–1, 3–6, 6–0           |
| |                          |                         |
| Парний розряд. Чоловіки |                          |                         |
| Доналд Джонсон Джаред Палмер | Їржі Новак Давид Рікл    | 6–4, 4–6, 6–3, 7–6(8–6) |
| |                          |                         |
| Парний розряд. Жінки |                          |                         |
| Ліза Реймонд Ренне Стаббс | Кім Клейстерс Суґіяма Ай | 6–4, 6–3                |
| |                          |                         |
| Мікст |                          |                         |
| Даніела Гантухова Леош Фрідл | Лізель Губер Майк Браян  | 4–6, 6–3, 6–2           |
| |                          |                         |

### Юніори
| Одиночний розряд. Хлопці        |                                     |               |
| Роман Валент                    | Жиль Мюллер                         | 3–6, 7–5, 6–3 |
|                                 |                                     |               |
| Одиночний розряд. Дівчата       |                                     |               |
| Анджелік Віджая                 | Дінара Сафіна                       | 6–4, 0–6, 7–5 |
|                                 |                                     |               |
| Парний розряд. Хлопці           |                                     |               |
| Франк Данцевич Джованні Лапенті | Бруно Ечарагай Сантьяго Гонсалес    | 6–1, 6–4      |
|                                 |                                     |               |
| Парний розряд. Дівчата          |                                     |               |
| Хісела Дулко Ешлі Гарклроуд     | Крістіна Горіятопулос Бетані Маттек | 6–3, 6–1      |
|                                 |                                     |               |